# Исчезновение R7V-1 над Атлантикой
Исчезновение R7V-1 над Атлантикой — авиационное происшествие, случившееся в ночь с субботы 30 на воскресенье 31 октября 1954 года, когда военный самолёт Lockheed R7V-1 Super Constellation авиации ВМС США с 42 людьми на борту исчез посреди Атлантического океана. Никаких следов самолёта не было найдено и нет никаких официальных версий, что с ним могло случиться. Само происшествие получило огласку в СМИ, так как произошло чуть севернее границы Бермудского треугольника.

## История полёта
Lockheed R7V-1 (военная версия Lockheed L-1049 Super Constellation) с регистрационным номером 128441 (заводской — 4108, построен в 1953 году) выполнял международный рейс 57 из США в Марокко с промежуточной посадкой на Азорских островах (Португалия). В связи с большой продолжительностью полёта, экипаж состоял из нескольких составов, общей численностью 21 человек, командиром которых был лейтенант Леонард (англ. Leonard). Также на борту находились пассажиры: военные, многие из которых летели со своими семьями, включая четырёх женщин и пятерых детей, — всего 21 человек. В 21:39 EST с 42 людьми на борту «Локхид» вылетел с авиабазы Патаксент-Ривер (штат Мэриленд) и направился к авиабазе Лажиш на острове Терсейра. Последний радиообмен с рейсом 57 был в 23:30, когда экипаж доложил о своём местонахождении — 350 миль (560 км) восточнее Балтимора (Мэриленд). Полёт проходил при хороших погодных условиях на высоте 17 000 футов (5200 м), хотя чуть выше, на 19 000 футов (5800 м), находилось попутное высотное струйное течение. Больше экипаж на связь не выходил и на вызовы не отвечал, а самолёт никуда не прибыл.

## Поисковые работы
В 1 час ночи 31 октября была объявлена чрезвычайная ситуация, а вскоре и начаты масштабные поиски. Различные корабли и самолёты днём и ночью прочёсывали территорию от Нью-Джерси до Азорских островов в полосе шириной 120 миль (190 км). Всего на борту насчитывалось 111 спасательных жилетов, 5 спасательных плотов, каждый из которых был рассчитан на 20 человек, 46 защитных костюмов и 660 бумажных стаканчиков. Этот груз имел положительную плавучесть и при разрушении самолёта в воздухе, либо при ударе о воду, рассеялся бы и плавал на поверхности. А если бы борт 128441 потерял управление и начал падать, то у экипажа было время передать сигнал бедствия. Однако «Супер Конни» просто исчез без следа. 4 ноября поиски пришлось прекратить из-за резкого ухудшения погодных условий.

## Причины
По мнению следственной комиссии, борт 128441 столкнулся с внезапной и мощной силой, которая сделала невозможным выполнение полёта, в результате чего экипаж потерял управление над самолётом. Природу этой силы определить оказалось невозможно. Наиболее вероятной является версия, что экипаж столкнулся с мощным грозовым фронтом. Хотя на маршруте и прогнозировалось образование лишь слабых гроз, а сам R7V-1 был оборудован погодным радиолокатором ASP-42, который мог позволить увидеть заранее грозовые очаги и обогнуть их, версию о непогоде полностью исключить нельзя.